# وحمة أوتا
وحمة أوتا (بالإنجليزية: Nevus of Ota)‏ أو تَمَلُّن المُقْلَة الخلقي (بالإنجليزية: Congenital melanosis bulbi)‏ أو وحمة مغزلية زرقاء عينية فك-علوية (بالإنجليزية: Nevus fuscoceruleus ophthalmomaxillaris)‏ أو كثرة الخلايا الميلانينية العينية الجلدية (بالإنجليزية: Oculodermal melanocytosis)‏:700 أو كثرة الخلايا الميلانينية العينية الأدمية المخاطية (بالإنجليزية: Oculomucodermal melanocytosis)‏، هي فرط التصبغ الأزرق الذي يحدث في الوجه. ذُكرت هذه الوحمة لأول مرة بواسطة الطَبيب موكوتارو كينوشيتا أوتا في اليابان عام 1939.
تحدث وحمة أوتا نتيجةً لانحصار الخلايا الميلانينية في الثُلث العلوي من الأدمة، وتحدث في جانبٍ واحد من الوجه وتتضمن الفرعين الأوليين للعصب ثلاثي التوائم، كما تتضمن ثُلثي الحالات إصابةً في الصُّلبة؛ مؤديةً إلى زيادة خَطر زَرَق العين. يَجب التمييز بين وحمة أوتا وبينَ البقعة المنغولية التي هي عبارة عن وحمة ولادة تحدث بسبب انحصار الخلايا الميلانينية في الأدمة ولكنها تحدث في المنطقة القطنية العجزية.
تُصاب النساء بوحمة أوتا بنسبة 5 مرات أكثر من الرجال، ومن النادر أن تحدث هذه الوحمة في العرق القوقازي. قد لا تكون وحمة أوتا خَلقية، فقد تحدث أثناء البُلوغ.

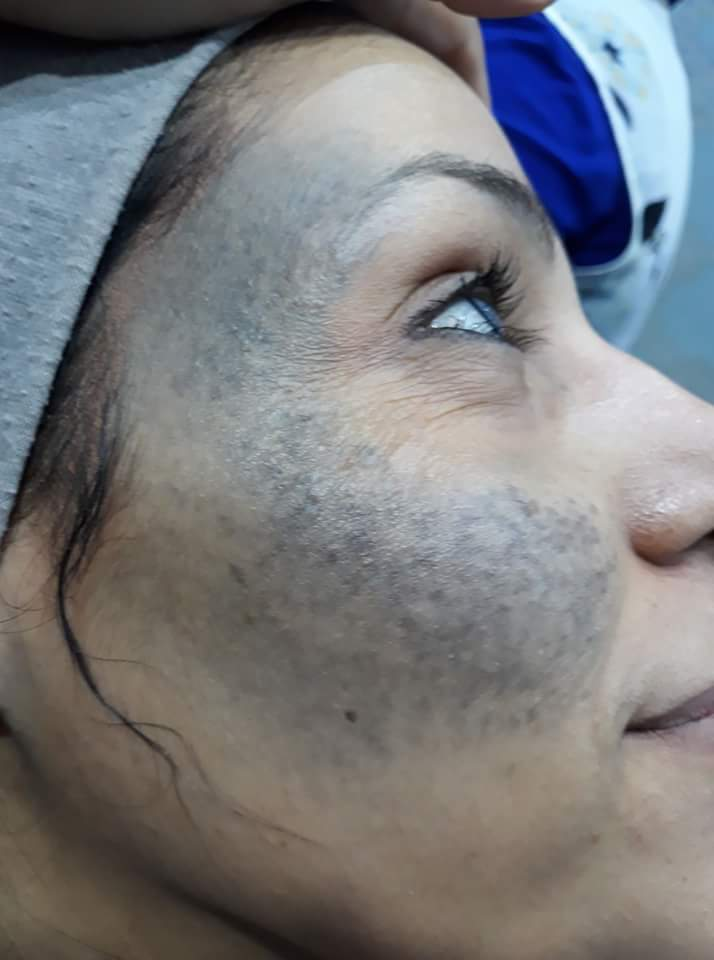

## علاج الجلد
أثبَت طريقة ليزر مفتاح التحويل Q نجاحها في علاج هذه الحالة.

## علاج العين
قد يُساعد في علاجها شكل خاص من أشكال رأب الملتحمة.

## حالات بارزة
- الممثلة البرتغالية دانييلا صوفيا.[9]